# Люшня (футбольный клуб)
«Люшня» (алб. KS Lushnja) — албанский футбольный клуб из одноимённого города, выступающий в Суперлиге Албании. Основан в 1926 году, в разные годы носил название «Трактори Люшня» и «Пуна Люшня». Домашние матчи проводит на стадионе «Абдуррахман Роза Хажу», вмещающем 8 000 зрителей. В Высшем дивизионе чемпионата Албании клуб дебютировал в 1948 году, всего за свою историю провёл в высшем дивизионе 43 сезона, лучший результат 5-е места в сезонах 1972/73 и 1998/99. «Люшня» трижды доходила до финала Кубка Албании. В сезоне 2013/14 команда заняла 11-е место в чемпионате и вылетела в первую лигу.

## Достижения
- Кубок Албании:
  - Финалист (3): 1978, 1998, 2000.

## Даты переименования клуба
- 1926 — «Люшня»
- 1945 — «Трактори Люшня»
- 1950 — «Люшня»
- 1951 — «Пуна Люшня»
- 1958 — «Трактори Люшня»
- 1991 — «Люшня»